# Smitipsylla quadrata
Smitipsylla quadrata är en loppart som beskrevs av Xie Baoqi et Li Changjiang 1990. Smitipsylla quadrata ingår i släktet Smitipsylla och familjen fågelloppor. Inga underarter finns listade i Catalogue of Life.